# Футбольная форма

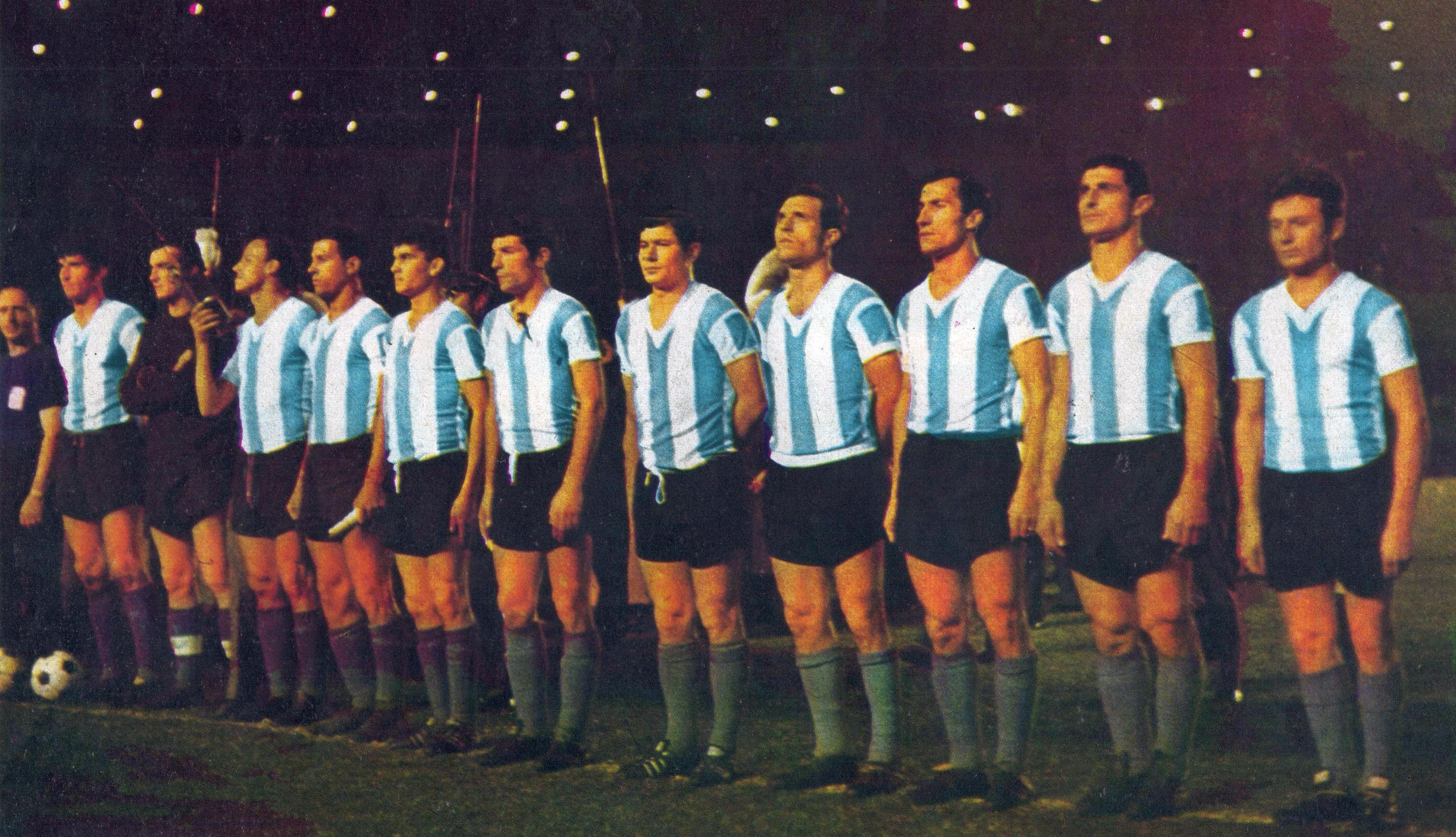
Сборная Аргентины в своей форме. 6 июня 1964 года

Правило 4 Правил игры в футбол определяет, в какой экипировке игроки могут выходить на поле.

## Обязательные элементы экипировки
Согласно Правилу 4, обязательными элементами экипировки являются:
- Рубашка или футболка, имеющая рукава. Если используется нижняя майка, то цвет её рукавов должен быть таким же, как основной цвет рукавов рубашки или футболки.
- Шорты. Если используются подтрусники, они должны быть того же цвета, что и шорты.
- Гетры.
- Щитки.
- Бутсы.

Щитки должны быть полностью закрыты гетрами. Они должны быть сделаны из подходящего материала (пластмасса, резина) и должны обеспечивать достаточную степень защиты.
У вратаря в дополнение ко всему перечисленному должны быть перчатки.

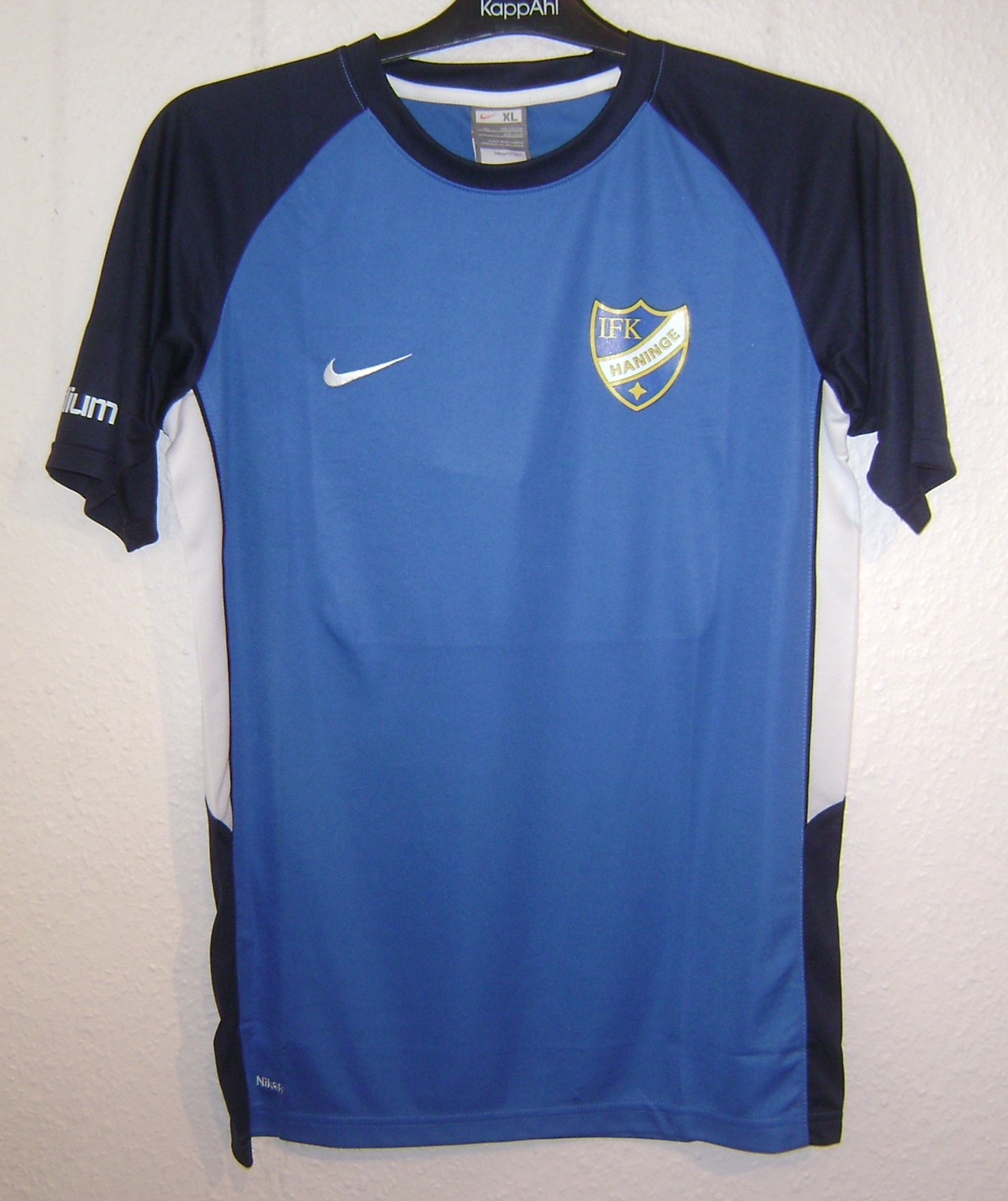
Футболка
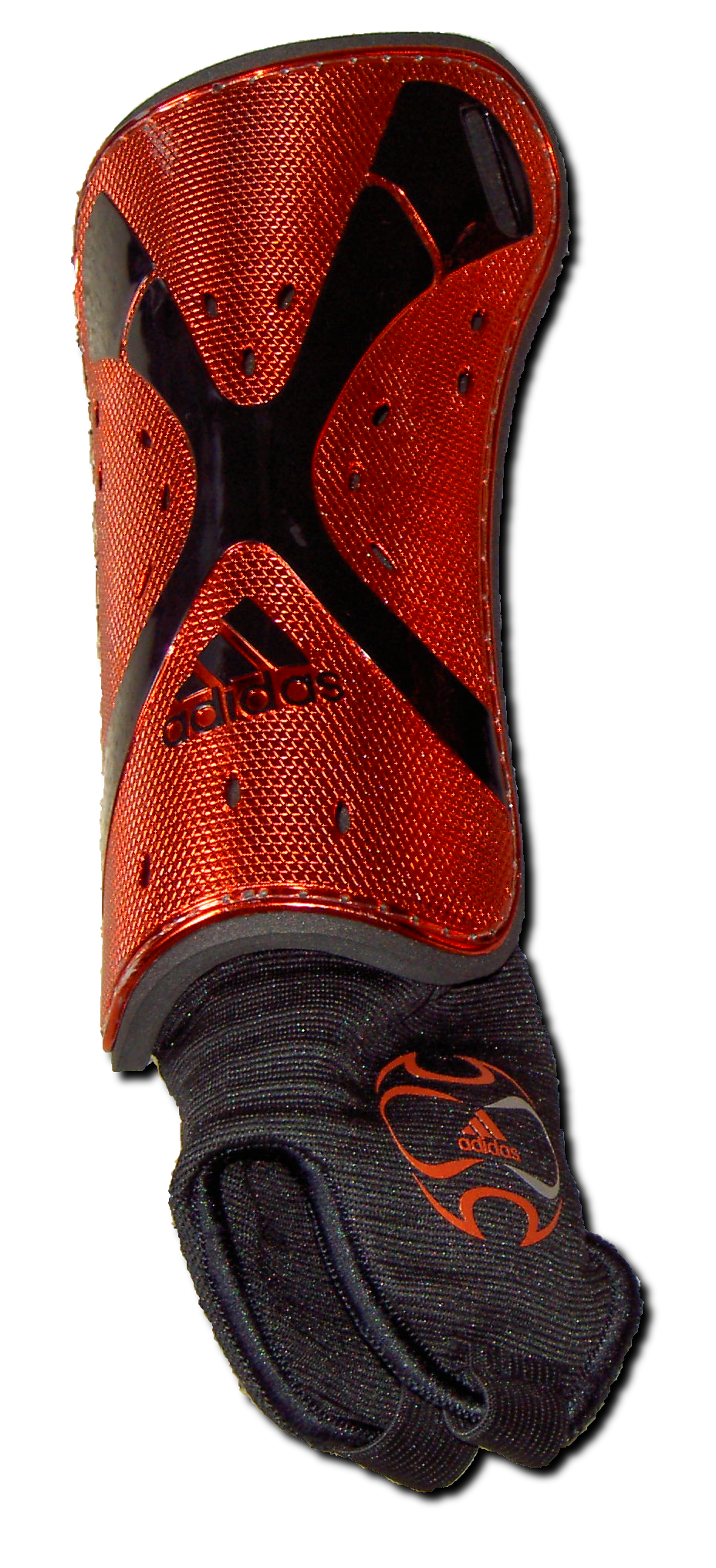
Щитки
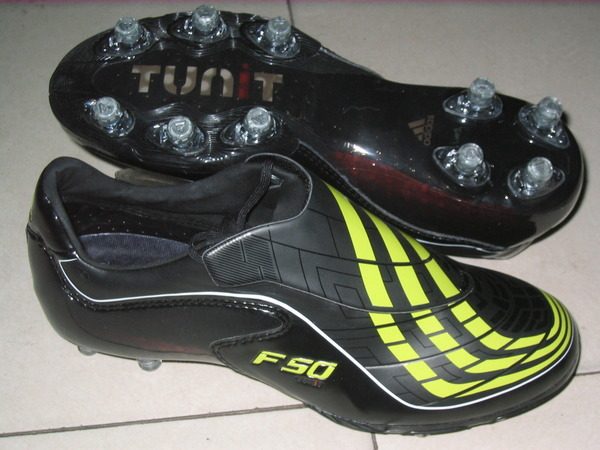
Бутсы

## Внешний вид
Основной элемент формы футболиста — футболка. На задней части, то есть на спине футболки каждого игрока, нанесён номер, под которым этот игрок играет в команде — он служит для идентификации соответствующего футболиста на поле во время игры. Первоначально игрокам команды раздавались номера от 1 до 11, примерно соответствующий их позиции на поле. В настоящее время на профессиональном уровне игроки выбирают любой номер от 1 до 99.
В 80 годы XX века, сначала в Европе, а затем и в СССР, на футболках над номером появилась ещё одна надпись: фамилии или прозвища соответствующих игроков. Такие надписи расположены на задней части футболки, над номером (эта традиция, как и номера от 1 до 99, сначала появилась в хоккее, и уже затем перекочевала в футбол). В настоящее время номера футболистов кроме футболки могут размещаться и на трусах, чаще всего сбоку-спереди. Также с середины XX века на форме стали размещаться логотипы спонсоров футбольных клубов.
Форма вратаря должна отличаться по цвету от формы остальных игроков и судей.
Цветовая гамма футбольной формы (футболка, трусы, гетры, бутсы), особенности отдельных деталей (тип воротничка футболки, крой рукава и т. п.) исторически определялась каждым футбольным клубом (или сборной) и соответствует определённым традициям. Тем не менее, по цветовой гамме у каждой команды есть три формы — основная, гостевая и запасная. Конкретный вид формы обычно меняется к началу очередного сезона. Основное назначение резервной формы — использоваться вместо основной, если со штатными комплектами возникает проблема различимости команд (нюансы регулируются регламентами конфедераций и турниров)см., напр..
Футбольный комплект в настоящее время более развит, чем в годы развития футбола, когда игроки обычно носили толстые хлопчатобумажные рубашки, бриджи и тяжёлые твёрдые кожаные бутсы. Во второй половине XX и особенно в начале XXI века футбольные бутсы стали легче и мягче, трусы стали более короткими и подвижными, футболки более лёгкими благодаря применению синтетических волокон, а также более разнообразными в дизайне.
В настоящее время футбольная форма, выпущенная под эгидой клубов, поступает в продажу с целью увеличения их финансовых доходов. Она часто надевается болельщиками, а также является предметом коллекционирования.

## Запрещённая экипировка
Игроки не могут надевать никакой экипировки, которая может быть опасной для них или для других игроков (включая любого рода ювелирные изделия и наручные часы). Заклеивание ювелирных изделий липкой лентой считается недостаточной мерой безопасности. Также запрещены кожаные и резиновые ремни и ленты, любые шапки, ошейники, защитные элементы и любые медицинские укрепления и фиксации с содержанием металлических элементов.
C середины 2000 года запрещено показывать спрятанные под футболкой лозунги или рекламу религиозного, социального, политического и иного характера. Игрок, допустивший подобное нарушение, наказывается в соответствии с регламентом соревнований. Также, если футболка игрока запачкалась в крови, то он вынужден покинуть поле, чтобы надеть новую.

## Наказания за нарушения

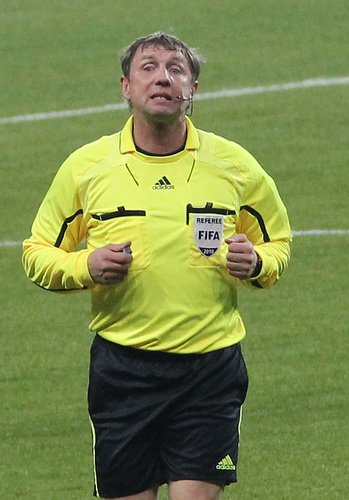
Судья Российской премьер-лиги Игорь Егоров

После нарушения игра не останавливается. В момент следующей остановки игры, игроку даётся указание покинуть поле для приведения в порядок экипировки. Вернуться на поле игрок может только в момент следующей остановки игры и только с разрешения судьи, убедившегося в том, что экипировка соответствует Правилам. В случае, если игрок возвращается на поле без разрешения судьи, игра останавливается, и он (игрок) наказывается предупреждением с показом жёлтой карточки. Возобновляется игра свободным ударом, выполняемым противоположной командой с места, где мяч находился в момент остановки игры.

## Запасные игроки
Проверка правильности экипировки игроков, выходящих на замену, входит в обязанности резервного судьи.

## Экипировка судей
Судья, его помощники и резервный судья должны выступать в экипировке, которая отличает их по цвету от игроков обеих команд и вратарей.
Фраза «Люди в чёрном» широко используется в качестве неофициального прозвища судей из-за традиционной чёрной формы, которую они надевают, хотя в последнее время их форма становится более разнообразной.